# Lijst van gemeenten van Hidalgo
De Mexicaanse deelstaat Hidalgo bestaat uit 84 gemeenten.
| INEGI | Gemeente                             | Inwoners | Oppervlakte | Hoofdplaats              | Inwoners |
| ----- | ------------------------------------ | -------- | ----------- | ------------------------ | -------- |
| 001   | Acatlán                              | 22.268   | 241,60 km²  | Acatlán                  | 439      |
| 002   | Acaxochitlán                         | 46.065   | 238,87 km²  | Acaxochitlán             | 3.908    |
| 003   | Actopan                              | 61.002   | 271,86 km²  | Actopan                  | 32.276   |
| 004   | Agua Blanca de Iturbide              | 10.313   | 120,02 km²  | Agua Blanca de Iturbide  | 2.325    |
| 005   | Ajacuba                              | 18.872   | 253,11 km²  | Ajacuba                  | 8.254    |
| 006   | Alfajayucan                          | 19.162   | 433,52 km²  | Alfajayucan              | 1.794    |
| 007   | Almoloya                             | 12.546   | 272,32 km²  | Almoloya                 | 5.618    |
| 008   | Apan                                 | 46.681   | 322,22 km²  | Apan                     | 28.792   |
| 009   | El Arenal                            | 19.836   | 137,60 km²  | El Arenal                | 3.578    |
| 010   | Atitalaquia                          | 31.525   | 63,43 km²   | Atitalaquia              | 6.924    |
| 011   | Atlapexco                            | 19.812   | 142,65 km²  | Atlapexco                | 2.960    |
| 012   | Atotonilco el Grande                 | 30.135   | 457,09 km²  | Atotonilco el Grande     | 8.417    |
| 013   | Atotonilco de Tula                   | 62.470   | 121,34 km²  | Atotonilco de Tula       | 8.822    |
| 014   | Calnali                              | 16.150   | 211,01 km²  | Calnali                  | 4.235    |
| 015   | Cardonal                             | 19.431   | 593,63 km²  | Cardonal                 | 755      |
| 016   | Cuautepec de Hinojosa                | 60.421   | 391,39 km²  | Cuautepec de Hinojosa    | 20.530   |
| 017   | Chapantongo                          | 12.967   | 278,33 km²  | Chapantongo              | 2.006    |
| 018   | Chapulhuacán                         | 22.903   | 232,30 km²  | Chapulhuacán             | 4.054    |
| 019   | Chilcuautla                          | 18.909   | 222,82 km²  | Chilcuautla              | 1262     |
| 020   | Eloxochitlán                         | 2.593    | 239,54 km²  | Eloxochitlán             | 601      |
| 021   | Emiliano Zapata                      | 15.175   | 123,01 km²  | Emiliano Zapata          | 9.584    |
| 022   | Epazoyucan                           | 16.285   | 139,58 km²  | Epazoyucan               | 3.310    |
| 023   | Francisco I. Madero                  | 36.248   | 104,99 km²  | Tepatepec                | 11.335   |
| 024   | Huasca de Ocampo                     | 17.607   | 302,75 km²  | Huasca de Ocampo         | -        |
| 025   | Huautla                              | 20.673   | 292,31 km²  | Huautla                  | 3.806    |
| 026   | Huazalingo                           | 12.766   | 107,46 km²  | Huazalingo               | 770      |
| 027   | Huehuetla                            | 22.846   | 214,84 km²  | Huehuetla                | 2.993    |
| 028   | Huejutla de Reyes                    | 126.781  | 394,05 km²  | Huejutla de Reyes        | 44.311   |
| 029   | Huichapan                            | 47.425   | 660,71 km²  | Huichapan                | 9.853    |
| 030   | Ixmiquilpan                          | 98.654   | 486,60 km²  | Ixmiquilpan              | 37.608   |
| 031   | Jacala de Ledezma                    | 12.290   | 440,95 km²  | Jacala                   | 4.582    |
| 032   | Jaltocán                             | 10.523   | 38,39 km²   | Jaltocán                 | 5.919    |
| 033   | Juárez Hidalgo                       | 2.895    | 110,79 km²  | Juárez                   | 616      |
| 034   | Lolotla                              | 9.474    | 177,11 km²  | Lolotla                  | 590      |
| 035   | Metepec                              | 13.078   | 146,34 km²  | Metepec                  | 2.248    |
| 036   | San Agustín Metzquititlán            | 9.449    | 245,72 km²  | Metzquititlán            | 1.673    |
| 037   | Metztitlán                           | 20.962   | 796,91 km²  | Metztitlán               | 3.125    |
| 038   | Mineral del Chico                    | 8.878    | 193,82 km²  | Mineral del Chico        | 533      |
| 039   | Mineral del Monte                    | 14.324   | 53,43 km²   | Mineral del Monte        | 11.149   |
| 040   | La Misión                            | 9.819    | 232,79 km²  | La Misión                | 546      |
| 041   | Mixquiahuala de Juárez               | 47.222   | 114,79 km²  | Mixquiahuala             | 27.713   |
| 042   | Molango de Escamilla                 | 11.578   | 198,27 km²  | Molango                  | 4.995    |
| 043   | Nicolás Flores                       | 6.265    | 249,70 km²  | Nicolás Flores           | 361      |
| 044   | Nopala de Villagrán                  | 16.948   | 341,32 km²  | Nopala                   | 1.155    |
| 045   | Omitlán de Juárez                    | 9.295    | 79,73 km²   | Omitlán de Juárez        | 1.050    |
| 046   | San Felipe Orizatlán                 | 38.492   | 323,93 km²  | Orizatlán                | 7.037    |
| 047   | Pacula                               | 4.748    | 385,15 km²  | Pacula                   | 540      |
| 048   | Pachuca de Soto                      | 314.331  | 154,10 km²  | Pachuca de Soto          | 297.848  |
| 049   | Pisaflores                           | 18.723   | 180,24 km²  | Pisaflores               | 2.428    |
| 050   | Progreso de Obregón                  | 23.641   | 90.98 km²   | Progreso                 | 17.718   |
| 051   | Mineral de la Reforma                | 202.749  | 115,24 km²  | Pachuquilla              | 9.559    |
| 052   | San Agustín Tlaxiaca                 | 38.891   | 297,20 km²  | San Agustín Tlaxiaca     | 12.328   |
| 053   | San Bartolo Tutotepec                | 17.699   | 358,48 km²  | San Bartolo Tutotepec    | 2.764    |
| 054   | San Salvador                         | 36.796   | 205,65 km²  | San Salvador             | 1.107    |
| 055   | Santiago de Anaya                    | 18.329   | 256,23 km²  | Santiago de Anaya        | 2.676    |
| 056   | Santiago Tulantepec de Lugo Guerrero | 39.561   | 64,29 km²   | Santiago Tulantepec      | 17.449   |
| 057   | Singuilucan                          | 15.142   | 420.21 km²  | Singuilucan              | 4.805    |
| 058   | Tasquillo                            | 17.441   | 240,01 km²  | Tasquillo                | 4.030    |
| 059   | Tecozautla                           | 38.010   | 525,06 km²  | Tecozautla               | 6.701    |
| 060   | Tenango de Doria                     | 17.503   | 176,63 km²  | Tenango de Doria         | 2.614    |
| 061   | Tepeapulco                           | 56.245   | 242,91 km²  | Tepeapulco               | 16.368   |
| 062   | Tepehuacán de Guerrero               | 31.235   | 347,34 km²  | Tepehuacán de Guerrero   | 1.373    |
| 063   | Tepeji del Río de Ocampo             | 90.546   | 353,43 km²  | Tepeji del Río de Ocampo | 36.618   |
| 064   | Tepetitlán                           | 10.830   | 147,89 km²  | Tepetitlán               | 836      |
| 065   | Tetepango                            | 11.768   | 44,93 km²   | Tetepango                | 9.145    |
| 066   | Villa de Tezontepec                  | 13.032   | 90,73 km²   | Tezontepec               | 6.213    |
| 067   | Tezontepec de Aldama                 | 55.134   | 163,31 km²  | Tezontepec de Aldama     | 5.398    |
| 068   | Tianguistengo                        | 14.340   | 255,46 km²  | Tianguistengo            | 1.624    |
| 069   | Tizayuca                             | 168.302  | 76,70 km²   | Tizayuca                 | 60.265   |
| 070   | Tlahuelilpan                         | 19.067   | 28,18 km²   | Tlahuelilpan             | 8.657    |
| 071   | Tlahuiltepa                          | 9.086    | 531,60 km²  | Tlahuiltepa              | 286      |
| 072   | Tlanalapa                            | 11.113   | 82,93 km²   | Tlanalapa                | 8.254    |
| 073   | Tlanchinol                           | 37.722   | 392,11 km²  | Tlanchinol               | 6.117    |
| 074   | Tlaxcoapan                           | 28.626   | 42,31 km²   | Tlaxcoapan               | 14.689   |
| 075   | Tolcayuca                            | 21.362   | 117,22 km²  | Tolcayuca                | 8.966    |
| 076   | Tula de Allende                      | 115.107  | 336,11 km²  | Tula de Allende          | 29.390   |
| 077   | Tulancingo de Bravo                  | 168.369  | 217,42 km²  | Tulancingo               | 106.163  |
| 078   | Xochiatipan                          | 18.260   | 135,41 km²  | Xochiatipan              | 1.593    |
| 079   | Xochicoatlán                         | 7.015    | 187,07 km²  | Xochicoatlán             | 1.301    |
| 080   | Yahualica                            | 24.674   | 154,35 km²  | Yahualica                | 1.389    |
| 081   | Zacualtipán de Ángeles               | 38.155   | 272,69 km²  | Zacualtipán              | 29.472   |
| 082   | Zapotlán de Juárez                   | 21.443   | 116,95 km²  | Zapotlán de Juárez       | 4.978    |
| 083   | Zempoala                             | 57.906   | 319,87 km²  | Zempoala                 | 7.205    |
| 084   | Zimapán                              | 39.927   | 872,24 km²  | Zimapán                  | 14.732   |

| Detailkaart                         |
| ----------------------------------- |
|                                     |
| Ligging Hidalgo binnen Mexico       |
|                                     |
| Gemeenten ingedeeld naar INEGI code |